# Marque Repère
Pour les articles homonymes, voir Repère.
Marque Repère est la marque de distributeur de E.Leclerc.

## Principe
Marque Repère est créé en 1997 et a pour slogan « bien se repérer pour bien acheter ». La marque est utilisée pour plus de 5 400 produits distribués par le groupe E.Leclerc.

### Écologie
En 2003, la marque signe un partenariat de 3 ans avec la Fondation Nicolas-Hulot.
En 2019, Marque Repère prend position en faveur de la réduction du plastique et supprime les fourchettes plastiques de ses produits snacking un an avant la loi sur l'utilisation des plastiques à usage unique.
En 2020, la marque donne accès à l'origine des principaux ingrédients et aux lieux de fabrication de ses produits sur Internet et progressivement sur ses emballages. Une loi entrée en vigueur le 1er avril 2020 oblige les entreprises à indiquer la provenance des fruits et légumes.
En mars 2025, la marque annonce le lancement d’un nouvel indicateur, le Carbon’Info, qui consiste à indiquer, sur son site internet, l’impact carbone de ses 6000 produits alimentaires.

### Polémique
En juillet 2016, le Mouvement jeunes communistes de France dénonce, par une opération de sensibilisation au centre E.Leclerc de Plérin, le commerce de produits alimentaires issus des territoires palestiniens occupés, étiquetés Marque Repère : "Les jus d'orange de la marque Jafaden sont fabriqués à partir de fruits cultivés sur des territoires palestiniens occupés par Israël. [...] Ce sont les moins chers car ils sont étiquetés comme « marque-repère » et les classes populaires sont contraintes de se rabattre sur ces produits-là.". Cette information a été démentie par la marque. Comme pour tous les autres produits Marque Repère, les origines des oranges des jus et nectars d’orange sont disponibles sur le site Marque Repère et progressivement sur les emballages des produits au travers du Savoir d'Achat.
La marque indique que pamplemousses et oranges sanguines ont effectivement comme origine Israël.

## Identité visuelle et slogans

### Identité visuelle

Ancien logo de Marque Repère de 2011 à 2017.
Logo actuel de Marque Repère depuis 2017.

### Slogans
- « Bien se repérer pour bien acheter » (1997-2007)
- « Consommer mieux, ça se décide » (2007-2017)
- « Vous pourrez toujours compter sur Marque Repère » (2017-2022)
- « Marque Repère, pour le meilleur et pour le prix. » (depuis 2022)